# Vallon
Vallon (toponimo francese) è un comune svizzero di 436 abitanti del Canton Friburgo, nel distretto della Broye.

## Monumenti e luoghi d'interesse

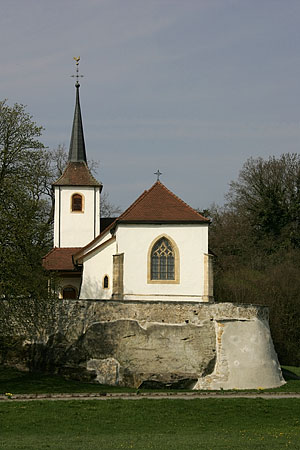
La chiesa cattolica di San Pietro

- Chiesa cattolica di San Pietro in località Carignan, eretta nel VI-VII secolo e ricostruita nel 1000 circa e nel XVI-XX secolo[1][2];
- Resti della villa galloromana, eretta nel I-V secolo[1].

## Società

### Evoluzione demografica
L'evoluzione demografica è riportata nella seguente tabella:
Abitanti censiti

## Cultura

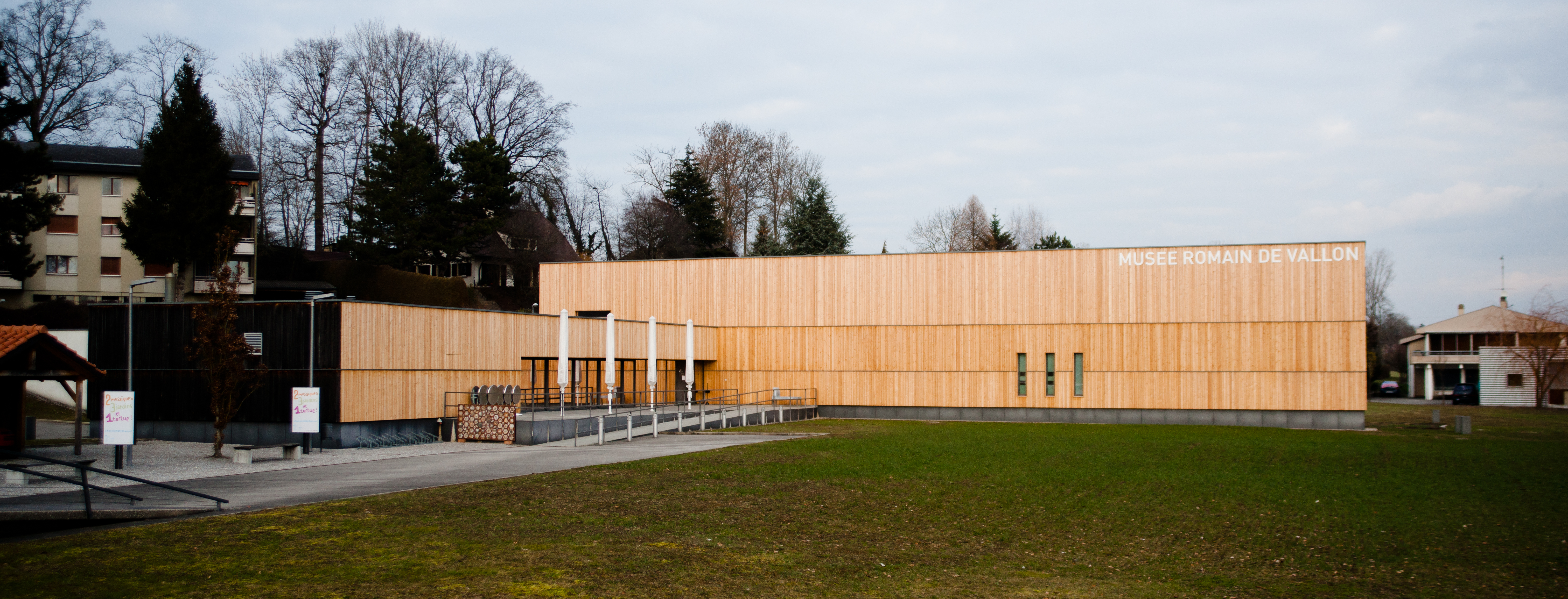
Il museo romano

- Museo romano, aperto nel 2000[1].

## Amministrazione
Ogni famiglia originaria del luogo fa parte del comune patriziale che ha la responsabilità della manutenzione di ogni bene comune.